# Michael Kiske
Michael Kiske (ur. 24 stycznia 1968 w Hamburgu) – niemiecki wokalista, autor tekstów i piosenek.

## Życiorys
Śpiewał w zespole Ill Prophecy; w 1987 dołączył do grupy Helloween, kiedy dotychczasowy wokalista Kai Hansen postanowił skoncentrować się na roli gitarzysty. Odszedł z Helloween w 1993, próbował kariery solowej (wydał płyty Instant Clarity i Rediness to Sacrifice), występował także z zespołem SupaRed. W 2005 wydał album w nowym projekcie Place Vendome. Rok 2006 przyniósł kolejną solową płytę noszącą prosty tytuł KISKE. W maju 2008 ukazał się kolejny solowy album „Past In Different Ways” będący zbiorem dziesięciu zmienionych utworów Helloween (z różnych okresów działalności) w wersjach akustycznych + jeden nowy utwór („Different Ways”) autorstwa M. Kiske. Album ukazał się 9 maja 2008 nakładem Frontiers Records. Na początku 2009 ukazał się kolejny album Place Vendome zatytułowany Streets of Fire. Pod koniec 2009 r. nawiązał współpracę z wokalistką Amandą Somerville. Ich wspólny debiut zatytułowany tak samo jak nazwa projektu, czyli Kiske/Somerville ukazał się w 2010 r. Również w 2010 Kiske założył zespół Unisonic w składzie: Mandy Meyer, Dennis Ward, Kosta Zafiriou, do którego wiosną 2011 dołączył Kai Hansen.

## Dyskografia
Albumy
| Instant Clarity                             | - Data: 26 sierpnia 1996 - Wydawca: Raw Power Records   | –  | –  | –   |
| R.T.S – Readiness to Sacrifice              | - Data: 7 kwietnia 1999 - Wydawca: Victor Entertainment | –  | –  | –   |
| Kiske                                       | - Data: 23 maja 2006 - Wydawca: Frontiers Records       | –  | –  | 205 |
| Past in Different Ways                      | - Data: 12 maja 2008 - Wydawca: Frontiers Records       | –  | –  | 223 |
| Kiske / Somerville (oraz Amanda Somerville) | - Data: 24 września 2010 - Wydawca: Frontiers Records   | –  | –  | 273 |
| City of Heroes (oraz Amanda Somerville)     | - Data: 17 kwietnia 2015 - Wydawca: Frontiers Records   | 41 | 63 | 157 |
| „–” album nie był notowany.                 |                                                         |    |    |     |

Inne
| Album                                                       | Rok  | Uwagi                                                                                              | Źródło |
| ----------------------------------------------------------- | ---- | -------------------------------------------------------------------------------------------------- | ------ |
| Helloween – Keeper of the Seven Keys Part 1                 | 1987 | śpiew, muzyka, słowa, członek zespołu                                                              | [ 12 ] |
| Helloween – Keeper of the Seven Keys Part 2                 | 1988 | śpiew, muzyka, słowa, członek zespołu                                                              | [ 13 ] |
| Helloween – Pink Bubbles Go Ape                             | 1991 | śpiew, muzyka, słowa, członek zespołu                                                              | [ 14 ] |
| Helloween – Chameleon                                       | 1993 | śpiew, muzyka, słowa, członek zespołu                                                              | [ 15 ] |
| Gamma Ray – Land of the Free                                | 1995 | śpiew w utworze „Time to Break Free”                                                               | [ 16 ] |
| Avantasia – The Metal Opera                                 | 2001 | śpiew w utworach „Reach Out for the Light”, „Breaking Away”, „Farewell”, „Avantasia” i „The Tower” | [ 17 ] |
| Timo Tolkki – Hymn to Life                                  | 2002 | śpiew w utworze „Key To The Universe”                                                              | [ 18 ] |
| Avantasia – The Metal Opera Part II                         | 2002 | śpiew w utworach „The Seven Angels” i „No Return”                                                  | [ 19 ] |
| Masterplan – Masterplan                                     | 2003 | śpiew w utworze „Heroes”                                                                           | [ 20 ] |
| Edguy – Superheroes                                         | 2005 | śpiew w utworze „Judas At The Opera”                                                               | [ 21 ] |
| Edguy – Rocket Ride                                         | 2006 | śpiew w utworze „Judas At The Opera”                                                               | [ 22 ] |
| Avantasia – Lost in Space Part I (EP)                       | 2007 | śpiew w utworze „Lost in Space (Extended Version)”                                                 | [ 23 ] |
| Avantasia – Lost in Space Part II (EP)                      | 2007 | śpiew w utworze „Promised Land”                                                                    | [ 24 ] |
| Avantasia – The Scarecrow                                   | 2008 | śpiew w utworach „The Scarecrow”, „Shelter from the Rain” i „What Kind of Love”                    | [ 25 ] |
| Avantasia – Angel of Babylon                                | 2010 | śpiew w utworze „Stargazers”                                                                       | [ 26 ] |
| Gamma Ray – To The Metal!                                   | 2010 | śpiew w utworze „All You Need To Know”                                                             | [ 27 ] |
| Avantasia – The Wicked Symphony                             | 2010 | śpiew w utworach „Wastelands” i „Runaway Train”                                                    | [ 28 ] |
| Avantasia – The Mystery of Time                             | 2013 | śpiew w utworach „Where Clock Hands Freeze”, „Savior in the Clockwork” i „Dweller in a Dream”      | [ 29 ] |
| Timo Tolkki’s Avalon – The Land of New Hope – A Metal Opera | 2013 | śpiew w utworze „The Land Of New Hope”                                                             | [ 30 ] |
| Avantasia – Ghostlights                                     | 2016 | śpiew w utworach „Ghostlights” i „Unchain the Light”                                               | [ 31 ] |

## Teledyski
| Tytuł                                      | Rok  | Reżyseria      | Album            | Źródło |
| ------------------------------------------ | ---- | -------------- | ---------------- | ------ |
| „If I Had A Wish” (oraz Amanda Somerville) | 2010 | –              | Kiske/Somerville | [ 32 ] |
| „Silence” (oraz Amanda Somerville)         | 2010 | Martin Mueller | Kiske/Somerville | [ 33 ] |
| „Walk On Water” (oraz Amanda Somerville)   | 2015 | –              | City of Heroes   | [ 34 ] |
| „City Of Heroes” (oraz Amanda Somerville)  | 2015 | –              | City of Heroes   | [ 35 ] |